# African National Congress Women’s League
Die African National Congress Women’s League (kurz ANC Women’s League oder ANCWL, deutsch etwa: Frauenliga des Afrikanischen Nationalkongresses) ist eine Unterorganisation der südafrikanischen Regierungspartei African National Congress (ANC).

## Geschichte
1931 wurde die Bantu Women’s League gegründet (deutsch etwa: Frauenliga der Schwarzen). Erste Präsidentin war Charlotte Maxeke. Die Integration in den ANC erfolgte von 1943, als erstmals Frauen als ANC-Mitglieder zugelassen waren, bis 1948, als die African National Congress Women’s League offiziell gegründet wurde. Erste Vorsitzende der ANCWL war Madie Beatrice Hall Xuma, die 1948 durch Ida Mntwane abgelöst wurde. Die ANCWL nahm 1952 an der Defiance Campaign (etwa: Missachtungskampagne) und vier Jahre später an den Protesten vom 9. August 1956 gegen die Passgesetze teil. Die damalige ANCWL-Vorsitzende Lilian Ngoyi gehörte zu den Anführerinnen des Protestzuges. Ngoyi wurde im selben Jahr als erste Frau in das Exekutivkomitee des ANC aufgenommen. 
Weitere bekannte Aktivistinnen der African National Congress Women’s League waren Frances Baard, Rahima Moosa und Dorothy Nyembe. Während des Verbots des ANC von 1960 bis 1990 wurde im Exil in Tansania die ANC Women Section gegründet. Deren Vorsitzende war Gertrude Shope, die auch 1991 bei der ersten Konferenz auf südafrikanischem Boden nach der Aufhebung des Verbots in Kimberley zur Vorsitzenden der ANCWL gewählt wurde. Sie wurde 1993 durch Winnie Madikizela-Mandela abgelöst, die langjährige Ehefrau Nelson Mandelas. Madizikela-Mandela blieb bis 2003 Präsidentin der Liga.
Im Vorfeld der ersten südafrikanischen freien Wahlen 1994 nahm die ANCWL an den Verhandlungen über die neue Verfassung teil. 1996 war sie maßgeblich an der Verabschiedung des Choice of Termination of Pregnancy Act (Gesetz zur Ermöglichung von Abtreibungen) und dem Domestic Violence Act (Gesetz über häusliche Gewalt) beteiligt. 2003 gab sich die ANCWL eine neue Satzung. Gelegentlich äußert sich die ANCWL zu Vergewaltigungen und anderen Verbrechen an Frauen.
2015 wurde Bathabile Dlamini, die auch dem Kabinett Zuma II angehörte, nach einer Kampfabstimmung gegen die Amtsinhaberin Angie Motshekga neue Präsidentin. Auch dem 2018 gebildeten Kabinett Ramaphosa I gehörte sie an, nicht jedoch dem 2019 ernannten Kabinett Ramaphosa II.